# Aron Winter
Aron Mohammed Winter (Paramaribo, 1º marzo 1967) è un allenatore di calcio ed ex calciatore olandese, di ruolo centrocampista.

## Caratteristiche tecniche

### Giocatore
Molto dotato sul piano tecnico, fisico e caratteriale, dava il meglio di sé come mezzala sinistra, partendo da questa posizione per poi accentrarsi; occasionalmente giocava anche come terzino destro, oltreché da esterno destro o sinistro di centrocampo, ruolo in cui tuttavia non esprimeva appieno le sue potenzialità. Corretto, abile nella costruzione della manovra e propenso al sacrificio, si faceva apprezzare per la sobrietà dello stile di gioco e la completezza del repertorio.

## Carriera

### Giocatore

#### Club

Winter alla Lazio nel 1992

Ha cominciato a giocare a livello dilettantistico con SV Lelystad e a 19 anni viene acquistato dall'Ajax. Gioca la sua prima partita il 6 aprile 1986 con l'Utrecht, incontro vinto dalla sua squadra per 3-0. Con l'Ajax vince due KNVB beker (1987, 1988) e un campionato olandese (1990), una Coppa delle Coppe (1987) e una Coppa UEFA (1992).
Nel 1992 passa alla Lazio per 5 miliardi di lire, e con la formazione romana trascorre quattro stagioni, offrendo un ottimo rendimento e trovando spesso la via del gol. Negli anni trascorsi a Roma è vittima di abusi razzisti ed antisemiti da parte di una frangia di ultras laziali di estrema destra.
Nel 1996 passa all'Inter, giocando titolare anche in nerazzurro. Per via di una collocazione tattica a lui poco congeniale (esterno sinistro di centrocampo), la prima stagione risulta deludente sul piano personale e culmina con la sconfitta in finale di Coppa UEFA contro lo Schalke 04, anche a causa dell'errore dal dischetto di Winter nella sequenza dei tiri di rigore; nel 1998, con Luigi Simoni in panchina, l'olandese torna a ricoprire il ruolo di mezzala e offre prestazioni convincenti, aiutando l'Inter a conquistare il secondo posto dietro la Juventus e a raggiungere nuovamente la finale di Coppa UEFA, stavolta vinta battendo la Lazio per 3-0. La sua unica rete in campionato con la maglia nerazzurra arriva nella sua ultima stagione proprio contro la formazione romana con un tiro da fuori area per il momentaneo 1-1 (3-5 finale).
Nel 1999, dopo un campionato negativo con l'Inter (durante la stagione vengono cambiati quattro allenatori), torna all'Ajax. Il 23 luglio 2001 viene prestato allo Sparta Rotterdam per contrasti con l'allora allenatore dell'Ajax Co Adriaanse. Ritorna dal prestito e non riesce a conquistare un posto da titolare.
L'8 gennaio 2003 si ritira dal calcio giocato.

#### Nazionale
Con la nazionale dei Paesi Bassi ha totalizzato 84 presenze e 6 gol, prendendo parte a 3 campionati del mondo (Italia 1990, Stati Uniti 1994 e Francia 1998) e 4 campionati d'Europa (Germania Ovest 1988, Svezia 1992, Inghilterra 1996 e Belgio-Paesi Bassi 2000), vincendo l'edizione 1988.
La sua ultima partita con la selezione olandese è stata la semifinale dell'Europeo 2000, giocata il 29 giugno e persa ai tiri di rigore contro l'Italia: subentrando durante i tempi supplementari, Winter ha battuto il primato di Ruud Krol, stabilito nel 1979, diventando il giocatore con più presenze nella storia degli Oranje; il record è stato presto insidiato da Frank de Boer, che lo ha superato il successivo 15 novembre.

### Allenatore
Il 25 maggio 2004 la federazione olandese lo nomina vice allenatore di Foppe de Haan per l'Olanda Under-20. Il 16 novembre 2005 entra nello staff dell'Ajax e viene nominato vice allenatore di John van den Brom per l'Ajax Jong. Il 7 dicembre ottiene il patentino per allenare. Il 27 giugno 2006 viene nominato allenatore dell'Ajax Jong insieme a Maarten Stekelenburg prima e Adrie Koster poi. Il 28 aprile 2009 vince il campionato delle giovanili, grazie alla vittoria per 2 a 0 contro lo Jong Twente.
Il 6 gennaio 2011 viene assunto come allenatore del Toronto FC dove, insieme a Jürgen Klinsmann, ricostruirà la squadra da zero. Conclude la Major League Soccer 2011 al sedicesimo e terz'ultimo posto in classifica, con 33 punti, solo davanti a New England Revolution e Whitecaps (28); viene esonerato il 7 giugno 2012.
Dal 2014 al 2016 è commissario tecnico della selezione Under-19 olandese.
Il 13 agosto ritorna ad allenare l'Ajax selezione A-1 in sostituzione di Patrick Kluivert passato al Paris Saint-Germain come direttore sportivo. Il 3 luglio 2017 entra nello staff della prima squadra come vice allenatore. Il 18 maggio 2019 lascia questo incarico.
Dal 31 luglio 2019 al 27 novembre 2021 è il vice insieme a Rob Witschge di John van 't Schip, commissario tecnico della nazionale greca.
Il 6 settembre 2022 diventa CT ad interim del Suriname, al posto di Stanley Menzo. Esordisce dopo appena 16 giorni sulla panchina dei “Suriboys” battendo per 2 a 1 il Nicaragua.
Nel corso della stagione 2022/2023, insieme ad altri ex giocatori olandesi, entra a far parte della squadra di Viaplay Sport, piattaforma streaming che trasmette anche la Bundesliga e la Coppa di Lega inglese.

## Statistiche

### Presenze e reti nei club
Statistiche aggiornate al 15 maggio 2004.
| Stagione        | Squadra          | Campionato      | Campionato | Campionato | Coppe nazionali | Coppe nazionali | Coppe nazionali | Coppe continentali | Coppe continentali | Coppe continentali | Altre coppe | Altre coppe | Altre coppe | Totale | Totale |
| Stagione        | Squadra          | Comp            | Pres       | Reti       | Comp            | Pres            | Reti            | Comp               | Pres               | Reti               | Comp        | Pres        | Reti        | Pres   | Reti   |
| --------------- | ---------------- | --------------- | ---------- | ---------- | --------------- | --------------- | --------------- | ------------------ | ------------------ | ------------------ | ----------- | ----------- | ----------- | ------ | ------ |
| 1985-1986       | Ajax             | ED              | 4          | 1          | CO              | 0               | 0               | CdC                | 0                  | 0                  | -           | -           | -           | 4      | 1      |
| 1986-1987       | Ajax             | ED              | 28         | 8          | CO              | 4               | 1               | CdC                | 9                  | 1                  | -           | -           | -           | 41     | 10     |
| 1987-1988       | Ajax             | ED              | 34         | 6          | CO              | 2               | 0               | CdC                | 9                  | 1                  | SU          | 2           | 0           | 47     | 7      |
| 1988-1989       | Ajax             | ED              | 27         | 5          | CO              | 4               | 3               | CU                 | 2                  | 0                  | -           | -           | -           | 33     | 8      |
| 1989-1990       | Ajax             | ED              | 32         | 10         | CO              | 4               | 0               | CU                 | 2                  | 0                  | -           | -           | -           | 38     | 10     |
| 1990-1991       | Ajax             | ED              | 33         | 6          | CO              | 2               | 1               | -                  | -                  | -                  | -           | -           | -           | 35     | 7      |
| 1991-1992       | Ajax             | ED              | 30         | 9          | CO              | 2               | 0               | CU                 | 12                 | 4                  | -           | -           | -           | 44     | 13     |
| 1992-1993       | Lazio            | A               | 30         | 6          | CI              | 6               | 2               | -                  | -                  | -                  | -           | -           | -           | 36     | 8      |
| 1993-1994       | Lazio            | A               | 34         | 4          | CI              | 2               | 0               | CU                 | 4                  | 1                  | -           | -           | -           | 40     | 5      |
| 1994-1995       | Lazio            | A               | 29         | 5          | CI              | 6               | 1               | CU                 | 8                  | 0                  | -           | -           | -           | 43     | 6      |
| 1995-1996       | Lazio            | A               | 30         | 6          | CI              | 3               | 0               | CU                 | 4                  | 1                  | -           | -           | -           | 37     | 7      |
| Totale Lazio    | Totale Lazio     | Totale Lazio    | 123        | 21         |                 | 17              | 3               |                    | 16                 | 2                  |             | -           | -           | 156    | 26     |
| 1996-1997       | Inter            | A               | 25         | 0          | CI              | 6               | 1               | CU                 | 11                 | 0                  | -           | -           | -           | 42     | 1      |
| 1997-1998       | Inter            | A               | 24         | 0          | CI              | 3               | 1               | CU                 | 8                  | 0                  | -           | -           | -           | 35     | 1      |
| 1998-1999       | Inter            | A               | 28         | 1          | CI              | 6+1             | 0               | UCL                | 7                  | 0                  | -           | -           | -           | 42     | 1      |
| Totale Inter    | Totale Inter     | Totale Inter    | 77         | 1          |                 | 16              | 2               |                    | 26                 | 0                  |             | -           | -           | 119    | 3      |
| 1999-2000       | Ajax             | ED              | 34         | 3          | CO              | 1               | 0               | CU                 | 5                  | 0                  | SO          | 1           | 0           | 41     | 3      |
| 2000-2001       | Ajax             | ED              | 17         | 1          | CO              | 1               | 0               | CU                 | 4                  | 0                  | -           | -           | -           | 22     | 1      |
| 2001-2002       | Sparta Rotterdam | ED              | 32         | 1          | CO              | 2               | 0               | -                  | -                  | -                  | -           | -           | -           | 34     | 1      |
| 2002-gen. 2003  | Ajax             | ED              | 0          | 0          | CO              | 0               | 0               | UCL                | 1                  | 0                  | SO          | 0           | 0           | 1      | 0      |
| Totale Ajax     | Totale Ajax      | Totale Ajax     | 238        | 48         |                 | 20              | 5               |                    | 44                 | 6                  |             | 1           | 0           | 303    | 59     |
| Totale carriera | Totale carriera  | Totale carriera | 470        | 71         |                 | 55              | 10              |                    | 86                 | 8                  |             | 1           | 0           | 612    | 89     |

### Cronologia presenze e reti in nazionale
| Cronologia completa delle presenze e delle reti in nazionale ― Paesi Bassi | Cronologia completa delle presenze e delle reti in nazionale ― Paesi Bassi | Cronologia completa delle presenze e delle reti in nazionale ― Paesi Bassi | Cronologia completa delle presenze e delle reti in nazionale ― Paesi Bassi | Cronologia completa delle presenze e delle reti in nazionale ― Paesi Bassi | Cronologia completa delle presenze e delle reti in nazionale ― Paesi Bassi | Cronologia completa delle presenze e delle reti in nazionale ― Paesi Bassi | Cronologia completa delle presenze e delle reti in nazionale ― Paesi Bassi |
| Data                                                                       | Città                                                                      | In casa                                                                    | Risultato                                                                  | Ospiti                                                                     | Competizione                                                               | Reti                                                                       | Note                                                                       |
| -------------------------------------------------------------------------- | -------------------------------------------------------------------------- | -------------------------------------------------------------------------- | -------------------------------------------------------------------------- | -------------------------------------------------------------------------- | -------------------------------------------------------------------------- | -------------------------------------------------------------------------- | -------------------------------------------------------------------------- |
| 25-3-1987                                                                  | Rotterdam                                                                  | Paesi Bassi                                                                | 1 – 1                                                                      | Grecia                                                                     | Qual. Euro 1988                                                            | -                                                                          | 83’                                                                        |
| 9-9-1987                                                                   | Rotterdam                                                                  | Paesi Bassi                                                                | 0 – 0                                                                      | Belgio                                                                     | Amichevole                                                                 | -                                                                          | 67’                                                                        |
| 14-10-1987                                                                 | Zabrze                                                                     | Polonia                                                                    | 0 – 2                                                                      | Paesi Bassi                                                                | Qual. Euro 1988                                                            | -                                                                          | 79’                                                                        |
| 9-12-1987                                                                  | Amsterdam                                                                  | Paesi Bassi                                                                | 4 – 0                                                                      | Cipro                                                                      | Qual. Euro 1988                                                            | -                                                                          |                                                                            |
| 16-12-1987                                                                 | Rodi                                                                       | Grecia                                                                     | 0 – 3                                                                      | Paesi Bassi                                                                | Qual. Euro 1988                                                            | -                                                                          |                                                                            |
| 24-5-1988                                                                  | Rotterdam                                                                  | Paesi Bassi                                                                | 1 – 2                                                                      | Bulgaria                                                                   | Amichevole                                                                 | -                                                                          | 46’                                                                        |
| 19-10-1988                                                                 | Monaco di Baviera                                                          | Germania Ovest                                                             | 0 – 0                                                                      | Paesi Bassi                                                                | Qual. Mondiali 1990                                                        | -                                                                          | 19’                                                                        |
| 22-3-1989                                                                  | Eindhoven                                                                  | Paesi Bassi                                                                | 2 – 0                                                                      | Unione Sovietica                                                           | Amichevole                                                                 | -                                                                          |                                                                            |
| 26-4-1989                                                                  | Rotterdam                                                                  | Paesi Bassi                                                                | 1 – 1                                                                      | Germania Ovest                                                             | Qual. Mondiali 1990                                                        | -                                                                          |                                                                            |
| 6-9-1989                                                                   | Amsterdam                                                                  | Paesi Bassi                                                                | 2 – 2                                                                      | Danimarca                                                                  | Amichevole                                                                 | -                                                                          |                                                                            |
| 20-12-1989                                                                 | Rotterdam                                                                  | Paesi Bassi                                                                | 0 – 1                                                                      | Brasile                                                                    | Amichevole                                                                 | -                                                                          | 21’                                                                        |
| 24-6-1990                                                                  | Milano                                                                     | Germania Ovest                                                             | 2 – 1                                                                      | Paesi Bassi                                                                | Mondiali 1990 - Ottavi di finale                                           | -                                                                          |                                                                            |
| 26-9-1990                                                                  | Palermo                                                                    | Italia                                                                     | 1 – 0                                                                      | Paesi Bassi                                                                | Amichevole                                                                 | -                                                                          |                                                                            |
| 21-11-1990                                                                 | Rotterdam                                                                  | Paesi Bassi                                                                | 2 – 0                                                                      | Grecia                                                                     | Qual. Euro 1992                                                            | -                                                                          | 83’                                                                        |
| 19-12-1990                                                                 | Ta' Qali                                                                   | Malta                                                                      | 0 – 8                                                                      | Paesi Bassi                                                                | Qual. Euro 1992                                                            | 1                                                                          | 83’                                                                        |
| 5-6-1991                                                                   | Helsinki                                                                   | Finlandia                                                                  | 1 – 1                                                                      | Paesi Bassi                                                                | Qual. Euro 1992                                                            | -                                                                          |                                                                            |
| 16-10-1991                                                                 | Rotterdam                                                                  | Paesi Bassi                                                                | 1 – 0                                                                      | Portogallo                                                                 | Qual. Euro 1992                                                            | -                                                                          | 71’                                                                        |
| 4-12-1991                                                                  | Salonicco                                                                  | Grecia                                                                     | 0 – 2                                                                      | Paesi Bassi                                                                | Qual. Euro 1992                                                            | -                                                                          | 72’                                                                        |
| 12-2-1992                                                                  | Faro                                                                       | Portogallo                                                                 | 2 – 0                                                                      | Paesi Bassi                                                                | Amichevole                                                                 | -                                                                          |                                                                            |
| 25-3-1992                                                                  | Amsterdam                                                                  | Paesi Bassi                                                                | 2 – 0                                                                      | Jugoslavia                                                                 | Amichevole                                                                 | -                                                                          | 67’                                                                        |
| 27-5-1992                                                                  | Sittard                                                                    | Paesi Bassi                                                                | 3 – 2                                                                      | Austria                                                                    | Amichevole                                                                 | -                                                                          | 46’                                                                        |
| 30-5-1992                                                                  | Utrecht                                                                    | Paesi Bassi                                                                | 4 – 0                                                                      | Galles                                                                     | Amichevole                                                                 | 1                                                                          | 46’                                                                        |
| 5-6-1992                                                                   | Lens                                                                       | Francia                                                                    | 1 – 1                                                                      | Paesi Bassi                                                                | Amichevole                                                                 | -                                                                          |                                                                            |
| 12-6-1992                                                                  | Göteborg                                                                   | Paesi Bassi                                                                | 1 – 0                                                                      | Scozia                                                                     | Euro 1992 - 1º turno                                                       | -                                                                          | 85’                                                                        |
| 18-6-1992                                                                  | Göteborg                                                                   | Germania                                                                   | 1 – 3                                                                      | Paesi Bassi                                                                | Euro 1992 - 1º turno                                                       | -                                                                          | 62’                                                                        |
| 9-9-1992                                                                   | Eindhoven                                                                  | Paesi Bassi                                                                | 2 – 3                                                                      | Italia                                                                     | Amichevole                                                                 | -                                                                          | 46’                                                                        |
| 16-12-1992                                                                 | Istanbul                                                                   | Turchia                                                                    | 1 – 3                                                                      | Paesi Bassi                                                                | Qual. Mondiali 1994                                                        | -                                                                          | 77’                                                                        |
| 24-2-1993                                                                  | Utrecht                                                                    | Paesi Bassi                                                                | 3 – 1                                                                      | Turchia                                                                    | Qual. Mondiali 1994                                                        | -                                                                          | 73’                                                                        |
| 24-3-1993                                                                  | Utrecht                                                                    | Paesi Bassi                                                                | 6 – 0                                                                      | San Marino                                                                 | Qual. Mondiali 1994                                                        | -                                                                          |                                                                            |
| 28-4-1993                                                                  | Londra                                                                     | Inghilterra                                                                | 2 – 2                                                                      | Paesi Bassi                                                                | Qual. Mondiali 1994                                                        | -                                                                          |                                                                            |
| 9-6-1993                                                                   | Rotterdam                                                                  | Paesi Bassi                                                                | 0 – 0                                                                      | Norvegia                                                                   | Qual. Mondiali 1994                                                        | -                                                                          | 81’                                                                        |
| 13-10-1993                                                                 | Rotterdam                                                                  | Paesi Bassi                                                                | 2 – 0                                                                      | Inghilterra                                                                | Qual. Mondiali 1994                                                        | -                                                                          | 76’                                                                        |
| 17-11-1993                                                                 | Poznań                                                                     | Polonia                                                                    | 1 – 3                                                                      | Paesi Bassi                                                                | Qual. Mondiali 1994                                                        | -                                                                          |                                                                            |
| 19-1-1994                                                                  | Tunisi                                                                     | Tunisia                                                                    | 2 – 2                                                                      | Paesi Bassi                                                                | Amichevole                                                                 | -                                                                          | 33’                                                                        |
| 23-3-1994                                                                  | Glasgow                                                                    | Scozia                                                                     | 0 – 1                                                                      | Paesi Bassi                                                                | Amichevole                                                                 | -                                                                          | 46’                                                                        |
| 20-4-1994                                                                  | Tilburg                                                                    | Paesi Bassi                                                                | 0 – 1                                                                      | Irlanda                                                                    | Amichevole                                                                 | -                                                                          | 46’                                                                        |
| 27-5-1994                                                                  | Utrecht                                                                    | Paesi Bassi                                                                | 3 – 1                                                                      | Scozia                                                                     | Amichevole                                                                 | -                                                                          |                                                                            |
| 1-6-1994                                                                   | Eindhoven                                                                  | Paesi Bassi                                                                | 7 – 1                                                                      | Ungheria                                                                   | Amichevole                                                                 | -                                                                          | 46’                                                                        |
| 29-6-1994                                                                  | Orlando                                                                    | Marocco                                                                    | 1 – 2                                                                      | Paesi Bassi                                                                | Mondiali 1994 - 1º turno                                                   | -                                                                          |                                                                            |
| 4-7-1994                                                                   | Orlando                                                                    | Paesi Bassi                                                                | 2 – 0                                                                      | Irlanda                                                                    | Mondiali 1994 - Ottavi di finale                                           | -                                                                          |                                                                            |
| 9-7-1994                                                                   | Dallas                                                                     | Brasile                                                                    | 3 – 2                                                                      | Paesi Bassi                                                                | Mondiali 1994 - Quarti di finale                                           | 1                                                                          | 40’                                                                        |
| 7-9-1994                                                                   | Lussemburgo                                                                | Lussemburgo                                                                | 0 – 4                                                                      | Paesi Bassi                                                                | Qual. Euro 1996                                                            | -                                                                          |                                                                            |
| 12-10-1994                                                                 | Oslo                                                                       | Norvegia                                                                   | 1 – 1                                                                      | Paesi Bassi                                                                | Qual. Euro 1996                                                            | -                                                                          |                                                                            |
| 16-11-1994                                                                 | Rotterdam                                                                  | Paesi Bassi                                                                | 0 – 0                                                                      | Rep. Ceca                                                                  | Qual. Euro 1996                                                            | -                                                                          |                                                                            |
| 14-12-1994                                                                 | Rotterdam                                                                  | Paesi Bassi                                                                | 5 – 0                                                                      | Lussemburgo                                                                | Qual. Euro 1996                                                            | -                                                                          | 74’                                                                        |
| 18-1-1995                                                                  | Utrecht                                                                    | Paesi Bassi                                                                | 0 – 1                                                                      | Francia                                                                    | Amichevole                                                                 | -                                                                          |                                                                            |
| 22-2-1995                                                                  | Eindhoven                                                                  | Paesi Bassi                                                                | 0 – 1                                                                      | Portogallo                                                                 | Amichevole                                                                 | -                                                                          |                                                                            |
| 29-3-1995                                                                  | Rotterdam                                                                  | Paesi Bassi                                                                | 4 – 0                                                                      | Malta                                                                      | Qual. Euro 1996                                                            | 1                                                                          |                                                                            |
| 26-4-1995                                                                  | Praga                                                                      | Rep. Ceca                                                                  | 3 – 1                                                                      | Paesi Bassi                                                                | Qual. Euro 1996                                                            | -                                                                          | 63’                                                                        |
| 7-6-1995                                                                   | Minsk                                                                      | Bielorussia                                                                | 1 – 0                                                                      | Paesi Bassi                                                                | Qual. Euro 1996                                                            | -                                                                          | 69’                                                                        |
| 6-9-1995                                                                   | Rotterdam                                                                  | Paesi Bassi                                                                | 1 – 0                                                                      | Bielorussia                                                                | Qual. Euro 1996                                                            | -                                                                          | 76’                                                                        |
| 13-12-1995                                                                 | Liverpool                                                                  | Paesi Bassi                                                                | 2 – 0                                                                      | Irlanda                                                                    | Qual. Euro 1996                                                            | -                                                                          | 79’                                                                        |
| 29-5-1996                                                                  | Tilburg                                                                    | Paesi Bassi                                                                | 2 – 0                                                                      | Cina                                                                       | Amichevole                                                                 | 1                                                                          | 57’                                                                        |
| 4-6-1996                                                                   | Rotterdam                                                                  | Paesi Bassi                                                                | 3 – 1                                                                      | Irlanda                                                                    | Amichevole                                                                 | -                                                                          | 46’                                                                        |
| 10-6-1996                                                                  | Birmingham                                                                 | Paesi Bassi                                                                | 0 – 0                                                                      | Scozia                                                                     | Euro 1996 - 1º turno                                                       | -                                                                          | 68’                                                                        |
| 13-6-1996                                                                  | Birmingham                                                                 | Paesi Bassi                                                                | 2 – 0                                                                      | Svizzera                                                                   | Euro 1996 - 1º turno                                                       | -                                                                          |                                                                            |
| 18-6-1996                                                                  | Londra                                                                     | Inghilterra                                                                | 4 – 1                                                                      | Paesi Bassi                                                                | Euro 1996 - 1º turno                                                       | -                                                                          | Ammonizione                                                                |
| 22-6-1996                                                                  | Liverpool                                                                  | Francia                                                                    | 0 – 0 dts (5 – 4 dtr)                                                      | Paesi Bassi                                                                | Euro 1996 - Quarti di finale                                               | -                                                                          | 69’                                                                        |
| 5-10-1996                                                                  | Cardiff                                                                    | Galles                                                                     | 1 – 3                                                                      | Paesi Bassi                                                                | Qual. Mondiali 1998                                                        | -                                                                          |                                                                            |
| 9-11-1996                                                                  | Eindhoven                                                                  | Paesi Bassi                                                                | 7 – 1                                                                      | Galles                                                                     | Qual. Mondiali 1998                                                        | -                                                                          |                                                                            |
| 14-12-1996                                                                 | Bruxelles                                                                  | Belgio                                                                     | 0 – 3                                                                      | Paesi Bassi                                                                | Qual. Mondiali 1998                                                        | -                                                                          | 70’                                                                        |
| 29-3-1997                                                                  | Amsterdam                                                                  | Paesi Bassi                                                                | 4 – 0                                                                      | San Marino                                                                 | Qual. Mondiali 1998                                                        | -                                                                          | 33’                                                                        |
| 2-4-1997                                                                   | Bursa                                                                      | Turchia                                                                    | 1 – 0                                                                      | Paesi Bassi                                                                | Qual. Mondiali 1998                                                        | -                                                                          | 67’                                                                        |
| 30-4-1997                                                                  | Serravalle                                                                 | San Marino                                                                 | 0 – 6                                                                      | Paesi Bassi                                                                | Qual. Mondiali 1998                                                        | 1                                                                          | 73’                                                                        |
| 4-6-1997                                                                   | Johannesburg                                                               | Sudafrica                                                                  | 0 – 2                                                                      | Paesi Bassi                                                                | Amichevole                                                                 | -                                                                          |                                                                            |
| 6-9-1997                                                                   | Rotterdam                                                                  | Paesi Bassi                                                                | 3 – 1                                                                      | Belgio                                                                     | Qual. Mondiali 1998                                                        | -                                                                          | 71’                                                                        |
| 11-10-1997                                                                 | Amsterdam                                                                  | Paesi Bassi                                                                | 0 – 0                                                                      | Turchia                                                                    | Qual. Mondiali 1998                                                        | -                                                                          |                                                                            |
| 21-2-1998                                                                  | Miami Gardens                                                              | Stati Uniti                                                                | 0 – 2                                                                      | Paesi Bassi                                                                | Amichevole                                                                 | -                                                                          | 46’                                                                        |
| 24-2-1998                                                                  | Miami                                                                      | Messico                                                                    | 2 – 3                                                                      | Paesi Bassi                                                                | Amichevole                                                                 | -                                                                          | 47’                                                                        |
| 27-5-1998                                                                  | Arnhem                                                                     | Paesi Bassi                                                                | 0 – 0                                                                      | Camerun                                                                    | Amichevole                                                                 | -                                                                          | 61’                                                                        |
| 1-6-1998                                                                   | Eindhoven                                                                  | Paesi Bassi                                                                | 5 – 1                                                                      | Paraguay                                                                   | Amichevole                                                                 | -                                                                          |                                                                            |
| 5-6-1998                                                                   | Amsterdam                                                                  | Paesi Bassi                                                                | 5 – 1                                                                      | Nigeria                                                                    | Amichevole                                                                 | -                                                                          |                                                                            |
| 13-6-1998                                                                  | Saint-Denis                                                                | Belgio                                                                     | 0 – 0                                                                      | Paesi Bassi                                                                | Mondiali 1998 - 1º turno                                                   | -                                                                          |                                                                            |
| 20-6-1998                                                                  | Marsiglia                                                                  | Paesi Bassi                                                                | 5 – 0                                                                      | Corea del Sud                                                              | Mondiali 1998 - 1º turno                                                   | -                                                                          |                                                                            |
| 25-6-1998                                                                  | Saint-Étienne                                                              | Messico                                                                    | 2 – 2                                                                      | Paesi Bassi                                                                | Mondiali 1998 - 1º turno                                                   | -                                                                          | 71’                                                                        |
| 7-7-1998                                                                   | Marsiglia                                                                  | Brasile                                                                    | 1 – 1 dts (4 – 2 dtr)                                                      | Paesi Bassi                                                                | Mondiali 1998 - Semifinali                                                 | -                                                                          | 57’                                                                        |
| 28-4-1999                                                                  | Arnhem                                                                     | Paesi Bassi                                                                | 1 – 2                                                                      | Marocco                                                                    | Amichevole                                                                 | -                                                                          | 66’                                                                        |
| 9-10-1999                                                                  | Amsterdam                                                                  | Paesi Bassi                                                                | 2 – 2                                                                      | Brasile                                                                    | Amichevole                                                                 | -                                                                          | 46’                                                                        |
| 13-11-1999                                                                 | Eindhoven                                                                  | Paesi Bassi                                                                | 1 – 1                                                                      | Rep. Ceca                                                                  | Amichevole                                                                 | -                                                                          |                                                                            |
| 27-5-2000                                                                  | Amsterdam                                                                  | Paesi Bassi                                                                | 2 – 1                                                                      | Romania                                                                    | Amichevole                                                                 | -                                                                          |                                                                            |
| 4-6-2000                                                                   | Losanna                                                                    | Paesi Bassi                                                                | 3 – 1                                                                      | Polonia                                                                    | Amichevole                                                                 | -                                                                          | 46’                                                                        |
| 16-6-2000                                                                  | Rotterdam                                                                  | Paesi Bassi                                                                | 3 – 0                                                                      | Danimarca                                                                  | Euro 2000 - 1º turno                                                       | -                                                                          | 75’                                                                        |
| 21-6-2000                                                                  | Amsterdam                                                                  | Paesi Bassi                                                                | 3 – 2                                                                      | Francia                                                                    | Euro 2000 - 1º turno                                                       | -                                                                          | 78’                                                                        |
| 29-6-2000                                                                  | Amsterdam                                                                  | Paesi Bassi                                                                | 0 – 0 dts (1 – 3 dtr)                                                      | Italia                                                                     | Euro 2000 - Semifinali                                                     | -                                                                          | 95’                                                                        |
| Totale                                                                     |                                                                            | Presenze                                                                   | 84                                                                         |                                                                            | Reti                                                                       | 6                                                                          |                                                                            |

## Palmarès

### Giocatore

#### Club

##### Competizioni nazionali
- KNVB beker: 2

Ajax: 1985-1986, 1986-1987
- Campionato olandese: 1

Ajax: 1989-1990

##### Competizioni internazionali
- Coppa delle Coppe: 1

Ajax: 1986-1987
- Coppa UEFA: 2

Ajax: 1991-1992
Inter: 1997-1998

#### Nazionale
- Campionato d'Europa: 1

Germania Ovest 1988

#### Individuale
- Miglior talento dell'anno in Eredivisie: 1

1986

### Allenatore
- Canadian Championship: 2

Toronto: 2011, 2012